# شوژوو

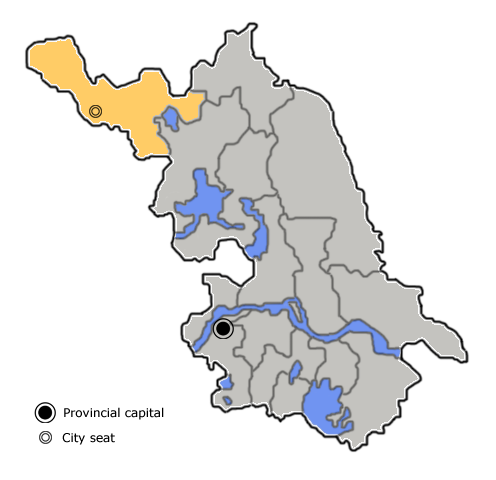
شوژو در جیانگ سو.

شوژو (به چینی: 徐州 به انگلیسی: Xuzhou) یکی از شهرهای کشور جمهوری خلق چین است. جمعیت آن در سال ۲۰۰۸ میلادی برابر ۱٬۲۷۴٬۵۹۳ نفر تخمین زده شده‌است. جمعیت آن با حومه بیش از نه میلیون و صد هزار نفر است.
شوژو در استان جیانگ‌سو در شرق چین قرار گرفته‌است. نام تاریخی آن پنگ چنگ Pengcheng بوده‌است.